# Tarnów
Pour les articles homonymes, voir Tarnow.
Tarnów (prononcé en polonais : /ˈtarnuf/) est une ville de Pologne située dans la voïvodie de Petite-Pologne.
Tarnów est une ville-powiat (ville-district) et le chef-lieu du powiat de Tarnów sans se trouver sur son territoire.

## Histoire

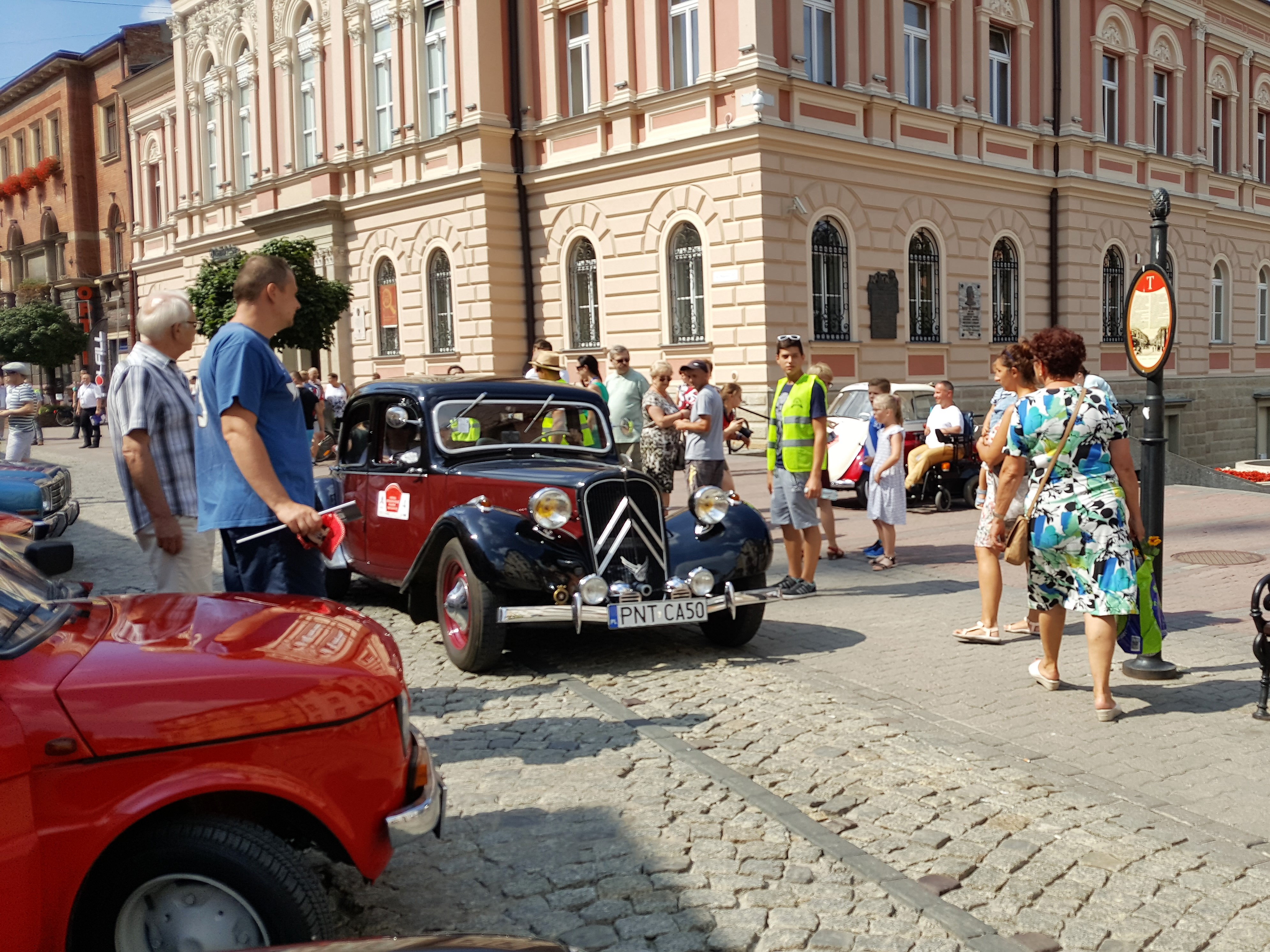
Rue Wałowa (2017)

Depuis le premier partage de la Pologne en 1772 jusqu'en 1918, la ville de Tarnów fait partie de la monarchie autrichienne (empire d'Autriche), puis Autriche-Hongrie (Cisleithanie après le compromis de 1867), chef-lieu du district de même nom, l'un des 78 Bezirkshauptmannschaften (powiats) en province (Kronland) de Galicie en 1900. Le sort de cette province fut dès lors disputé par la Pologne et la Russie soviétique, jusqu'à la Paix de Riga le 18 mars 1921. Population - 113 188 (2012).
Le 28 août 1939, deux jours avant le début de l'invasion de la Pologne, la gare de la ville est victime d'un attentat à la bombe. 
Avant la Seconde Guerre mondiale , environ 25 000 juifs vivaient dans la ville. La communauté, installée dans la ville au milieu du XVe siècle, représentait environ la moitié de la population de la ville. La quasi-totalité des juifs furent tués. Pour 10 000 d'entre eux, au cours d'exécutions de masse dans la forêt de Zbylitowska Góra en juin 1942. Les survivants, enfermés dans un ghetto dans la ville furent déportés à Belzec et à Auschwitz pour y être exterminés.
Une recension religieuse effectuée en 2014 a révélé que dans le diocèse de Tarnow, 70,1 % de la population assiste à la messe le dimanche, ce qui en fait sans doute une des régions les plus catholiques. 

## Personnalités liées à Tarnów
- Józef Bem (1794-1850), général, héros national polonais et hongrois
- Salo W. Baron (1895-1989), historien américain
- Michel Borwicz (1911-1987), poète et écrivain polonais juif, de langue polonaise, française et yiddish. Il a, par ailleurs, été un membre actif de la résistance polonaise. La Seconde Guerre mondiale, et particulièrement la Seconde Guerre mondiale en Pologne, est au centre de ses ouvrages
- Ignace Gelb (1907-1985), assyriologue, archéologue, professeur à l'Université de Chicago
- Stanisław Opałko (pl) (1911-1993), industriel et homme politique
- Sam Ringer (1918-1986), peintre français
- Paul Roitman (1920-2007 ), rabbin français
- Alfred Denner (1924-2012), frère aîné de Charles Denner
- Charles Denner (1926-1995), frère cadet d' Alfred Denner
- Frania Eisenbach Haverland (1926-), française d'origine polonaise, survivante d'Auschwitz, témoin de la Shoah
- Stanisław Komornicki (1949-2016), sportif de haut niveau en aviron, professeur à l'École des mines et de la métallurgie de Cracovie et recteur du Centre universitaire de Tarnów.
- Lidia Morawska (1952-), physicienne polono-australienne, y est née.
- Stefan Niedorezo (1953-2019), sculpteur, statut de Józef Bem en coopération avec Bohdana Drwalowa
- Jan Szczepanik (1872-1926), inventeur, l'"Edison polonais".

## Jumelages
La ville de Tarnów est jumelée avec :
- Bila Tserkva (Ukraine) depuis le 6 septembre 2007
- Blackburn (Royaume-Uni) depuis le 23 novembre 2000
- Casalmaggiore (Italie) depuis octobre 2006
- Kiskőrös (Hongrie) depuis le 25 juin 1992
- Kotlas (Russie) depuis novembre 1995
- Nowy Sącz (Pologne) depuis le 6 avril 1991
- Schoten (Belgique) depuis le 4 juillet 1991
- Ternopil (Ukraine) depuis le 18 mars 2004
- Trenčín (Slovaquie) depuis le 13 septembre 1997
- Comitat de Veszprém (Hongrie) depuis le 22 mars 2001
- Veszprém (Hongrie) depuis le 22 octobre 2012

La ville de Tarnów entretient des accords de coopération avec :
- Varsovie (Pologne) depuis le 22 mars 2001
- Vinnytsia (Ukraine) depuis le 22 mars 2001

## Climat
| Mois                              | jan. | fév. | mars | avril | mai | juin | jui. | août | sep. | oct. | nov. | déc. | année |
| --------------------------------- | ---- | ---- | ---- | ----- | --- | ---- | ---- | ---- | ---- | ---- | ---- | ---- | ----- |
| Température minimale moyenne (°C) | −5   | −5   | −1   | 3     | 9   | 15   | 16   | 18   | 9    | 2    | 0    | −3   | 4     |
| Température maximale moyenne (°C) | 2    | 5    | 11   | 12    | 18  | 24   | 30   | 31   | 28   | 15   | 10   | 5    | 12    |